# Jeong Dong-gu
Jeong Dong-gu (kor. 정동구; ur. 20 marca 1942) – południowokoreański zapaśnik walczący w stylu wolnym. Olimpijczyk z Tokio 1964, gdzie zajął szóste miejsce w kategorii do 70 kg.

## Letnie Igrzyska Olimpijskie 1964
| Konkurencja      | Rundy eliminacyjne | Rundy eliminacyjne    | Rundy eliminacyjne        | Rundy eliminacyjne | Klas. końcowa |
| Konkurencja      | Przeciwnik I       | Przeciwnik II         | Przeciwnik III            | Przeciwnik IV      | Miejsce       |
| ---------------- | ------------------ | --------------------- | ------------------------- | ------------------ | ------------- |
| 70 kg styl wolny | Tony Greig (NZL) Z | Djan-Aka Djan (AFG) Z | Abdollah Mowahhed (IRI) P | Klaus Rost (FRG) Z | 6.            |